# Keren Naftali
Keren Naftali (hebrejsky: קרן נפתלי) je vrch o nadmořské výšce cca 500 metrů v Izraeli, v Horní Galileji.
Nachází se cca 1,5 kilometru jihovýchodně od vesnice Ramot Naftali, na vrcholu terénního zlomu vysočiny Naftali, respektive na jihovýchodním okraji náhorní terasy Bik'at Kedeš nad Chulským údolím. Převýšení mezi vrcholkem a dnem Chulského údolí přesahuje 400 metrů. Keren Naftali má podobu nevelkého, zčásti zalesněného kužele, který vystupuje přímo nad hranu terénního zlomu a je na severu ohraničen bočním údolím, jímž protéká vádí Nachal Zemer, a na jihu vádí Nachal Geršom.
Okolo vrcholové partie Keren Naftali se rozkládají zbytky pevnosti o rozměrech 40 x 110 metrů, s věží a opevněním. Pevnost Keren Naftali vznikla patrně na konci 3. století před naším letopočtem v helénském období. Později patřila pod správu Hasmoneovského království a tvořila součást sítě židovských center v tomto regionu (nedaleko odtud stálo město Kedeš, dnes archeologická lokalita Tel Kedeš). Z této doby tu byly odhaleny zbytky rituální lázně (mikve). V následujícím období měla pevnost nežidovské pány (nálezy vepřových kostí v sídelní vrstvě) a pobývala tu římská posádka. Místo je turisticky využívané a nabízí se z něj pohled na celé Chulské údolí a Golanské výšiny.
Na západním úbočí pahorku se do roku 1948 rozkládala arabská vesnice Harrawi. Obývali ji beduíni z kmene al-Hamdun a osada tak byla známai jako Arab al-Hamdun. V roce 1931 zde žilo 148 lidí. Vesnice zanikla během první arabsko-izraelské války v roce 1948.